# Åkær Å (Anst Herred)
 For alternative betydninger, se Åkær Å. (Se også artikler, som begynder med Åkær Å)
  Åkær Å er en omkring 17 kilometer å der løber vest for Kolding. Den har sit udspring  cirka midt mellem Bække og Vester Nebel i Vejen Kommune (55°34′35.45″N 9°15′26.98″Ø / 55.5765139°N 9.2574944°Ø) og løber hovedsageligt mod syd til ned Hesselvad Bro i nærheden af Lunderskov, hvor den svinger mod øst og  ved sammenløbet med Vester Nebel Å cirka en kilometer vest for Ejstrup danner Kolding Å. På store dele af det sydgående løb ned til Lunderskov danner den kommunegrænse mellem Vejen-  og Kolding Kommuner.